# Kecamatan Cabangbungin
Kecamatan Cabangbungin är ett distrikt i Indonesien.   Det ligger i provinsen Jawa Barat, i den västra delen av landet, 30 km nordost om huvudstaden Jakarta.